# Kaiser-Fleetwings XBTK
Le Kaiser-Fleetwings XBTK était un bombardier-torpilleur monomoteur monoplace développé pour la Marine américaine à partir de 1944. Le projet prit fin en septembre 1946 après la construction de 5 exemplaires seulement.

## Développement
Début 1942 le bureau d'aéronautique de la Marine américaine (BuAer) commença à préparer le remplacement du bombardier en piqué Curtiss SB2C Helldiver et du bombardier-torpilleur Grumman TBF Avenger. L’appareil devait pouvoir emporter une torpille en soute. Fin 1943 il apparut que le design VBT (comme le Douglas SB2D) avait beaucoup augmenté en taille et en poids. Par conséquent l’US Navy lança un design de bombardier en piqué moins grand prévu pour les porte-avions d’escorte. Face à la charge de travail d’un tel programme, le BuAer confia la conception de l’appareil à des entreprises qui n’avaient pas de gros contrats militaires en aéronautique. Le BuAer opta pour Fleetwings.
Le projet de bombardier en piqué XBK commença en février 1944 avec un contrat pour deux prototypes. Afin de limiter la taille de l’appareil, on décida qu’aucune bombe ne serait emportée dans le ventre de l’appareil. Un radar pouvait s’ajouter sous l’aile gauche. Les aérofreins pour le piqué se relevaient vers les haut et le bas sur la partie des ailes la plus proche du fuselage. Le plan horizontal était monté sur l’empennage plus haut que le fuselage. Cette disposition évitait le tremblement de l’empennage lorsque les aérofreins étaient déployés. L’échappement des gaz moteur se faisait presque en arrière du cockpit avec l’espoir de réduire ainsi la traînée aérodynamique de manière significative,.
Une première inspection de l’appareil avant sa motorisation eut lieu en avril 1944. Le moteur fut installé en mai 1944, l’achèvement du premier prototype étant prévue pour novembre 1944,. Afin d’accélérer la production, l’US Navy bâtit une nouvelle piste près de l’usine Fleetwing. Début 1945 le BuAer demanda que l’avion puisse aussi emporter une torpille. Celle-ci devait être emportée sous le fuselage de l’appareil dont le nom fut changé en XBTK,. Le premier XTBK-1 fut achevé en mars 1945 et effectua son premier vol le 12 avril 1945,.

## Essais et abandon du projet
Les essais en vol révélèrent une insuffisance du refroidissement moteur et des vibrations du fuselage. Le remplacement du moteur R-2800-22W, dont la production avait cessé, par sa version -34 repoussa les nouveaux essais à juillet 1945. L’avion fut livré à l’US Navy pour évaluation par son centre d’évaluation aérien de la marine (Naval Air Test Center, NATC) au Naval Air Station de Patuxent River dans le Maryland. Après la fin de la seconde guerre mondiale, l’US Navy réduit sa commande de 20 à 10 exemplaires. Le NATC recommanda qu’un système plus classique d’échappement des gaz remplace le système novateur qui entraînait des températures élevées dans le cockpit, des difficultés pour s'en extraire et rendaient l’accès au moteur très difficile après une panne. On nota également que les performances de décrochage étaient mauvaises, particulièrement avec le moteur coupé. On nota cependant que les caractéristiques de piqué étaient supérieures à tout autre bombardier en piqué en service ou en phases de développement,.
L’appareil retourna à Fleetwings pour de nouvelles modifications. Le deuxième appareil pris son envol en mais 1946. Il était équipé de becs de bord d'attaque qui améliorèrent grandement les caractéristiques de décrochage. Cependant fin 1946 les budgets consacrés aux nouveaux avions furent revus à la baisse. Par ailleurs le Douglas AD Skyraider et le Martin AM Mauler remplissaient déjà le même rôle. En mai 1946 il fut décidé de terminer les cinq appareils déjà en production. Des essais supplémentaires montrèrent des problèmes lors des mises en vrille. L’US Navy mit un terme au contrat le 3 septembre 1946 en l’absence de besoin pour un tel appareil. Les cinq prototypes furent mis à la ferraille. Les deux exemplaires ayant volé furent démantelés en 1946.